# Sorel-Tracy Éperviers
Sorel-Tracy Éperviers je profesionální kanadský klub ledního hokeje, který sídlí v Sorel-Tracy v provincii Québec. Založen byl v roce 1996 pod názvem Saint-Gabriel Blizzard. Svůj současný název nese od roku 2013. Do profesionální LNAH vstoupil v ročníku 1996/97. Své domácí zápasy odehrává v hale Colisée Cardin s kapacitou 2 425 diváků. Klubové barvy jsou černá, červená a bílá.
Jedná se o čtyřnásobného vítěze LNAH (sezóny 1996/97, 1998/99, 2000/01 a 2017/18).

## Historické názvy
Zdroj: 
- 1996 – Saint-Gabriel Blizzard
- 1998 – Joliette Blizzard
- 2000 – Joliette Mission
- 2002 – Saint-Jean-sur-Richelieu Mission
- 2004 – Sorel-Tracy Mission
- 2010 – Sorel-Tracy GCI
- 2011 – Sorel-Tracy Carvena
- 2013 – Sorel-Tracy Éperviers

## Úspěchy
- Vítěz LNAH ( 4× )
  - 1996/97, 1998/99, 2000/01, 2017/18

## Přehled ligové účasti
Zdroj: 
- 1996–2004: Ligue de hockey semi-professionnelle du Québec
- 2004–2008: Ligue Nord-Américaine de Hockey
- 2008–2010: bez soutěže
- 2010– : Ligue Nord-Américaine de Hockey